# Municipio de Belmont (Iowa)
El municipio de Belmont (en inglés: Belmont Township) es un municipio ubicado en el condado de Warren en el estado estadounidense de Iowa. En el año 2010 tenía una población de 957 habitantes y una densidad poblacional de 10,38 personas por km².

## Geografía
El municipio de Belmont se encuentra ubicado en las coordenadas 41°18′21″N 93°22′35″O / 41.30583, -93.37639. Según la Oficina del Censo de los Estados Unidos, el municipio tiene una superficie total de 92.21 km², de la cual 92,08 km² corresponden a tierra firme y (0,14 %) 0,13 km² es agua.

## Demografía
Según el censo de 2010, había 957 personas residiendo en el municipio de Belmont. La densidad de población era de 10,38 hab./km². De los 957 habitantes, el municipio de Belmont estaba compuesto por el 96,03 % blancos, el 1,15 % eran afroamericanos, el 0,42 % eran amerindios, el 0,21 % eran asiáticos, el 0,94 % eran de otras razas y el 1,25 % eran de una mezcla de razas. Del total de la población el 1,99 % eran hispanos o latinos de cualquier raza.